# Fish Ladder Waterfall
Der Fish Ladder Waterfall ist ein kleiner Wasserfall in Wellington, der Hauptstadt Neuseelands. Er liegt im Lauf des Kaiwharawhara Stream im Trelissick Park im Stadtteil Crofton Downs an der Einmündung des Korimako Stream. Seine Fallhöhe beträgt nur etwa 1 Meter.
Vom kleinen Parkplatz an der Straße Trelissick Cres sind es rund 15 Gehminuten bis zum Wasserfall.